# Sway (Hampshire)
Sway – wieś w Anglii, w hrabstwie Hampshire, w dystrykcie New Forest. Leży 35 km na południowy zachód od miasta Winchester i 131 km na południowy zachód od Londynu.
Parafia (cywilna) Sway została założona w 1879, kiedy przejęto ziemie należące wcześniej do rozleglej parafii w Boldre.
Wieś leży na południowym krańcu terenów należących do lasu i wrzosowiska parku narodowego New Forest. W  Sway i jej okolicach toczy się akcja powieści The Children of the New Forest
W Sway znajdują się sklepy, paby, restauracje i hotele oraz stacja kolejowa łącząca Weymouth i Bournemouth z Southampton i Londynem. We wsi działa szkoła, klub piłki nożnej, tenisowy, krykietowy, szermierczy i łuczniczy.
Sway jest wsią partnerską z francuskim Bretteville.
Ziemie leżące w północnej części parafii są zalesione. Znajdujące się tu również wrzosowiska, bagna, łąki oraz zarośla są domem dla bogatej fauny.
Sway jest znane z cementowej 66-metrowej wieży „Peterson's Folly”. Na szczyt tego 14 piętrowego folly prowadzi 320 stopni. Wieża początkowo miała pełnić funkcję mauzoleum.. Na jej szczycie planowano umieścić źródło światła, jednak uznano, że może wprowadzać błąd żeglugę morską.